# 9-1-1 (TV-serie)
9-1-1 är en amerikansk TV-serie skapad av Ryan Murphy, Brad Falchuk och Tim Minear. Serien hade premiär 3 januari 2018 på Fox.
Den 14 maj 2018 tillkännagavs att Jennifer Love Hewitt skulle gå med i en huvudroll som Maddie Buckley, Bucks syster, under säsong 2 och ersatte rollen som Connie Brittons karaktär Abby Clark hade som 9-1-1 operatör.

## Rollista (i urval)
- Angela Bassett - Athena Grant
- Peter Krause - Bobby Nash
- Oliver Stark - Evan "Buck" Buckley
- Aisha Hinds - Henrietta "Hen" Wilson
- Kenneth Choi - Howie "Chimney" Han
- Rockmond Dunbar - Michael Grant
- Connie Britton - Abby Clark (säsong 1)
- Jennifer Love Hewitt - Maddie Buckley (säsong 2-)
- Ryan Guzman - Edmundo "Eddie" Diaz (säsong 2-)